# Wybory parlamentarne w Czechosłowacji w 1946 roku
Wybory parlamentarne w Czechosłowacji w 1946 roku – pierwsze powojenne wybory parlamentarne w Czechosłowacji, przeprowadzone zostały 26 maja 1946. Zostały wygrane przez Komunistyczną Partię Czechosłowacji (z Klementem Gottwaldem na czele), która uzyskała ponad 31% wszystkich głosów.

## Tło wyborów

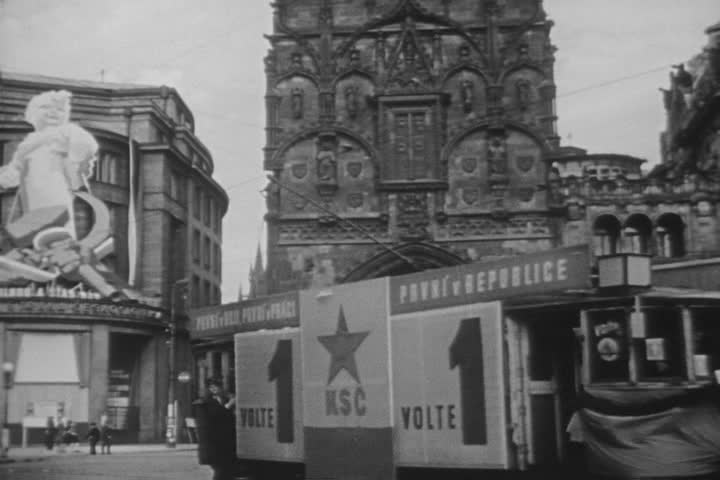
Plakaty wyborcze Komunistycznej Partii Czechosłowacji

Rozdzielenie mandatów do Konstytucyjnego Zgromadzenia Narodowego po wyborach z 1946

Po zakończeniu II wojny światowej powołano (28 października 1945) Tymczasowe Zgromadzenie Narodowe, tymczasowy jednoizbowy organ Czechosłowacji. Stworzono nowy system wyborczy, z krajem podzielonym na 28 okręgów wielomandatowych. 150 deputowanych wybierano z Czech, 81 z Moraw i Śląska oraz 69 ze Słowacji.
Wiek uprawniający do głosowania wynosił 18 lat (został obniżony z wcześniej obowiązujących 21 lat). W wyborach parlamentarnych udział wzięło 7 099 411 wyborców. Na wynik wyborczy duży wpływ miało wcześniejsze wysiedlenie z obszaru Czechosłowacji ludności niemieckiej.

## Wyniki wyborcze[3]
| Komitet wyborczy                      | Głosy     | %    | Mandaty |
| ------------------------------------- | --------- | ---- | ------- |
| Komunistyczna Partia Czechosłowacji   | 2 205 697 | 31,2 | 93      |
| Czeska Partia Narodowo-Socjalistyczna | 1 298 980 | 18,4 | 55      |
| Czechosłowacka Partia Ludowa          | 1 111 009 | 15,7 | 46      |
| Partia Demokratyczna                  | 999 626   | 14,1 | 43      |
| Czechosłowacka Socjaldemokracja       | 855 538   | 12,1 | 37      |
| Komunistyczna Partia Słowacji         | 489 596   | 6,9  | 21      |
| Partia Wolności                       | 60 195    | 0,9  | 3       |
| Partia Pracy                          | 50 079    | 0,7  | 2       |

## Nowy rząd
W wyniku wyborów przywódca komunistów Klement Gottwald otrzymał 2 lipca 1946 z rąk prezydenta Beneša misję sformowania nowego rządu, który miał charakter koalicyjny - tylko 9 z 26 ministrów było komunistami. Komuniści przejęli jednak kontrolę nad resortami siłowymi, a w lutym 1948 dokonali zamachu stanu przejmując pełnię władzy.